# Nimptsch (Adelsgeschlecht)

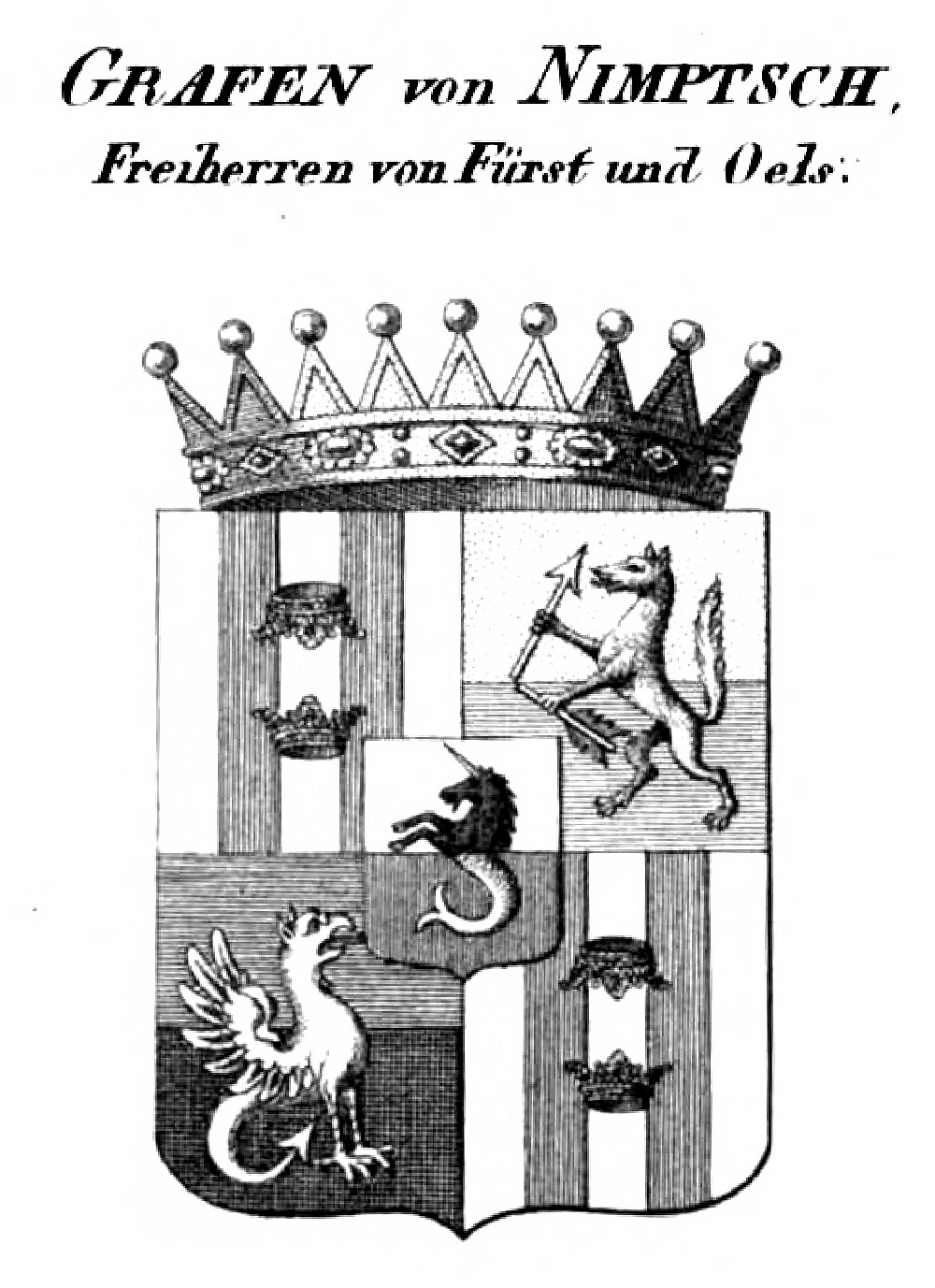
Wappen der Grafen von Nimptsch Freiherren Fürst von Oels

Nimptsch ist der Name eines schlesischen Uradelsgeschlechts, welches 1877 im Mannesstamm erlosch. 1660 wurden die Nimptsch zu Freiherren und 1699 zu Grafen erhoben. 

## Herkunft und Geschichte

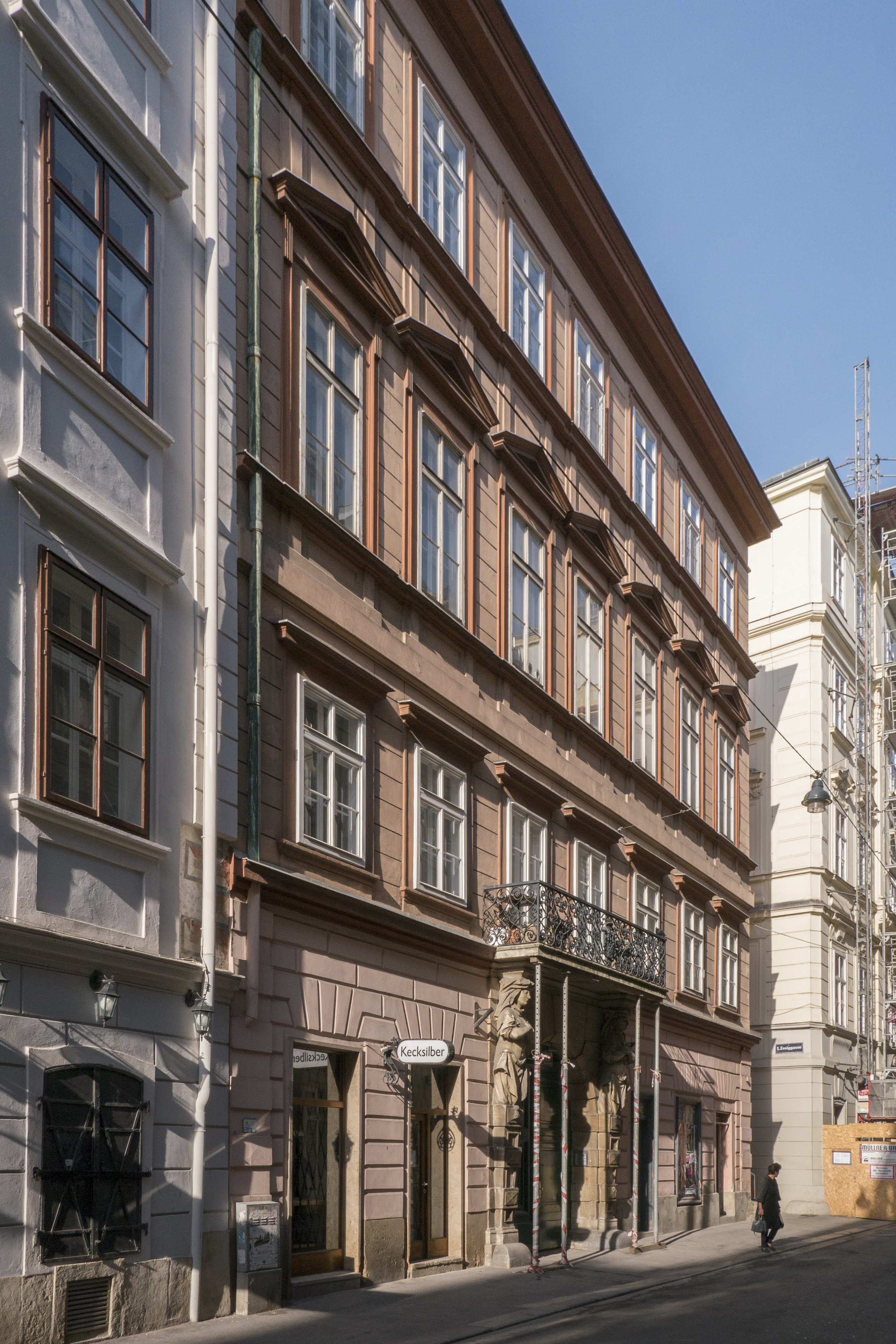
Palais Nimptsch in Wien

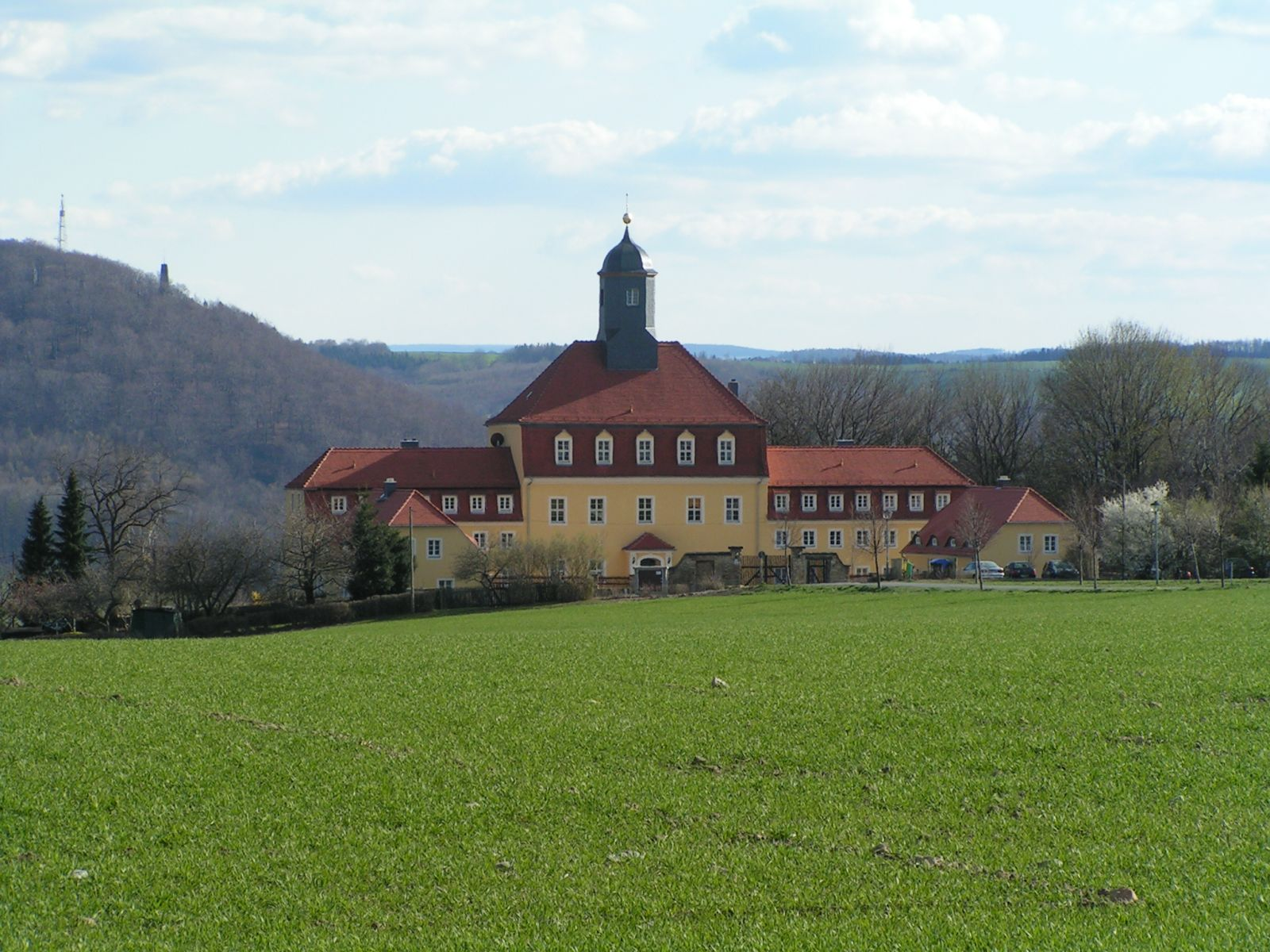
Weinbergschlösschen Jochhöh in Pesterwitz, im Hintergrund der Windberg

Die Familie soll ihren Namen von einem Gut Alt-Nimptsch bei Nimptsch erhalten haben. Sie erscheint urkundlich erstmals am 1. Oktober 1317 mit Nycusco de Nymcz. Johann von Nimptsch war 1334 Domherr in Breslau und begleitete 1353 die Prinzessin Anna von Schweidnitz nach Prag zur Heirat mit König Karl IV. Der früheste urkundlich belegte Grundbesitz der Familie war Stephanshayn im Herzogtum Schweidnitz-Jauer, der ihnen von 1319 bis 1626 gehörte. Bis zum 15. Jahrhundert besaßen die Nimptsch die Herrschaften Schmiedeberg und Warmbrunn im Vorland des Riesengebirges, die später an die Schaffgotsch verkauft wurden. 
Ende des 17. Jahrhunderts war Johann (Hans) Friedrich von Nimptsch Landeshauptmann des Herzogtums Schweidnitz-Jauer. Er war maßgeblich an der Errichtung der Friedenskirche in Jauer beteiligt, wo eine prächtige Loge an die Familie erinnert. Den Böhmischen Freiherrenstand erhielt Johann Friedrich von Nimptsch am 10. März 1660 mit dem Prädikat Freiherr von Oelse bzw. Ölse verliehen. Johann Heinrich und dessen Bruder Friedrich Leopold von Nimptsch, Freiherren von Oelse, wurde am 5. Februar 1699 in den böhmischen Grafenstand erhoben. 
Schließlich erhielt 1732 Christoph Ferdinand Graf von Nimptsch die Erlaubnis, sein Wappen mit dem der ausgestorbenen Freiherren von Fürst und Kupferberg zu vereinen und sich fortan Graf von Nimptsch, Freiherr von Fürst und Oelse zu nennen. Im 18. Jahrhundert waren die Nimptsch Grundherren von Hohenfriedeberg und gehörten nach 1741 zur katholischen Adelsopposition gegen die preußische Herrschaft. Ab 1775 besaß die Familie das  Palais Nimptsch in der Bäckerstraße in Wien. Die Familie zog im 19. Jahrhundert nach Mähren. Sie ist 1877 mit Karl von Nimptsch auf Geiersberg in Ostböhmen im Mannesstamm vermutlich erloschen. 
Léocadie von Nimptsch (1802–1867), geb. von Gilgenheimb, Gattin des Offiziers Karl Friedrich von Nimptsch versammelte im 19. Jahrhundert auf ihrem Gut Jäschkowitz bei Breslau einen Kreis von Künstlern und Staatsmännern um sich. Heinrich Laube war hier in den 1830er Jahren Hauslehrer, August Heinrich Hoffmann von Fallersleben verliebte sich 1833 unglücklich in die schöne und geistreiche Léocadie. Sie war durch ihre Tochter Marie (1820–1897) Großmutter der Salonière Marie von Schleinitz, geb. von Buch, und des Politikers Hermann Fürst von Hatzfeldt-Trachenberg.

## Wappen
Das Stammwappen zeigt in von Silber und Rot geteiltem Schild einen Einhornfisch, ein schwarzes Einhorn mit einem nach rechts gekrümmten silbernen Fischschwanz, (die Hufe des Einhorns wurden auch golden, das Horn abwechselnd rot und silbern gewunden dargestellt). Auf dem Helm mit rot-silbernen Decken das Einhorn wachsend.

## Personen (Auswahl)
- Joseph von Nimptsch (1755–1838), General der Kavallerie, Ritter des Maria-Theresia-Ordens
- Günter Carl Albrecht von Nimptsch, ließ 1794 das barocke Schlösschen „Jochhöh“ in Pesterwitz bei Dresden erbauen und von 1785 bis 1794 eine Gutsarbeitersiedlung für das Rittergut Roßthal errichten, später als Neunimptsch bezeichnet.
- Léocadie von Nimptsch (1802–1867), geb. von Gilgenheimb, Gattin des Offiziers Karl Friedrich von Nimptsch, die auf ihrem schlesischen Gut Jäschkowitz einen Kreis von Künstlern und Staatsmännern um sich versammelte.

## Briefadelige von Nimptsch (1793)
1793 erhielten die Brüder Johann Christian Sigismund, kgl. preuß. Leutnant, und Karl Theodor Gottfried Nimptsch, Gutsherr in Krichen, in Preußen die Adelsbestätigung in Form einer Adelserneuerung. Beide waren im Vorjahr als natürliche Söhne des Leutnant Christian Friedrich von Nimptsch-Ellguth anerkannt worden. Deren Nachfahren sind zumeist katholischer Konfession. Eine verwandschafliche Nähe zur uradeligen Familie ist nicht konkret nachweisbar. Die briefadeligen Nimptsch sind in den Gothaischen Genealogischen Taschenbüchern bei den briefadeligen Häusern geführt und in mehreren Ausgaben, so 1916, 1920 und 1937, dort dargestellt. Das Wappen ist fast identisch in seiner Ausführung zur Heraldik der gleichnamigen Uradelsfamilie.